# Dança dos Mascarados

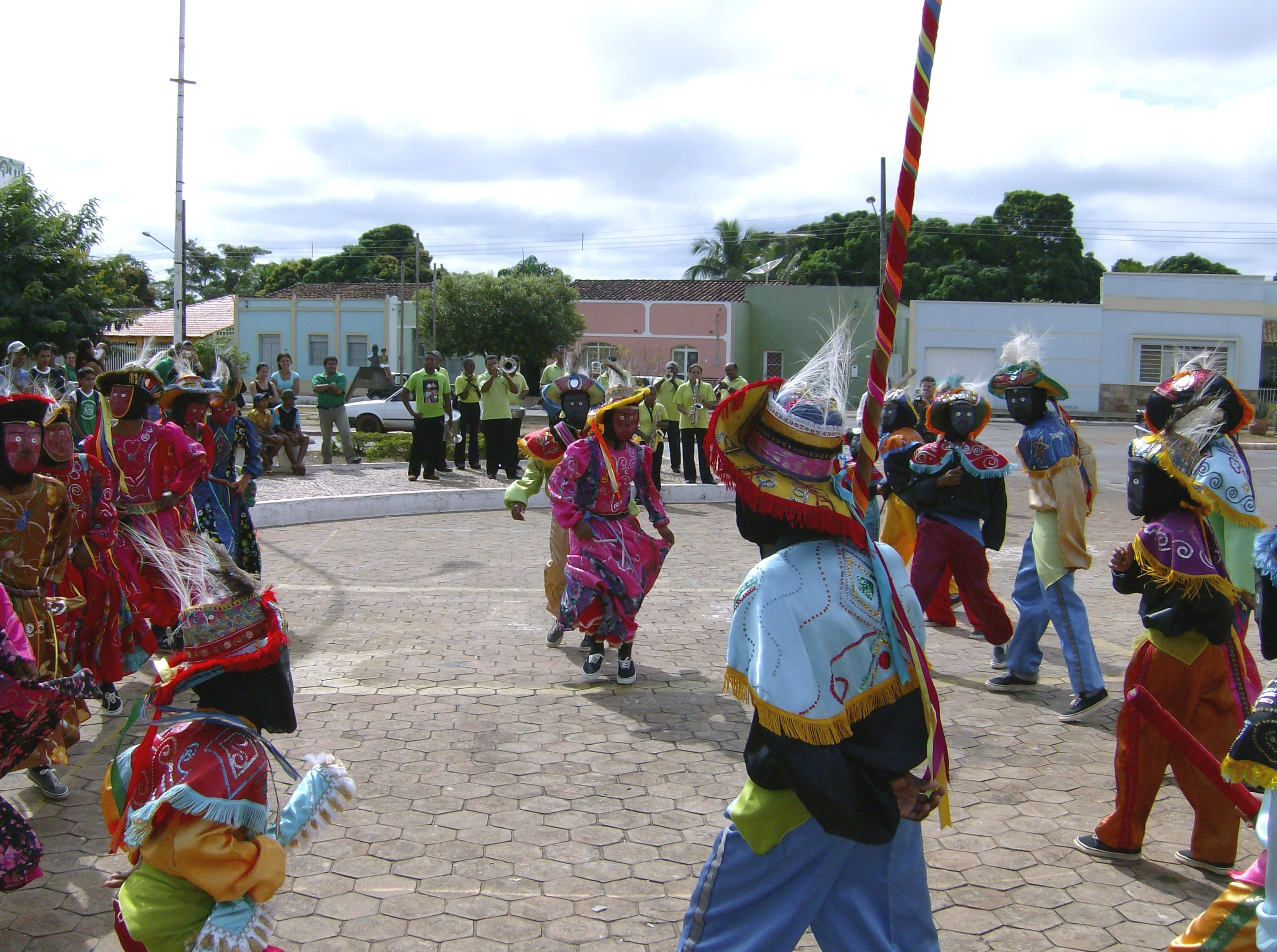
À esquerda, homens vestidos de mulheres, representando as damas. À direita, os galãs. Também é possível identificar uma criança, segurando a bandeira de São Benedito, e o baliza, hasteando as fitas coloridas. Ao fundo, a banda de metais.

A Dança dos Mascarados é uma dança folclórica regional típica da cidade de Poconé, região pantaneira de Mato Grosso. Sua origem, controversa, está ligada a misturas tanto da contradança européia — influência dos colonizadores espanhóis e portugueses — quanto das tradições indígenas locais com ritmos negros. É parte das comemorações da Festa do Divino Espírito Santo e de São Benedito.
A dança é executada exclusivamente por homens, em pares de 8 a 14 pessoas. Os trajes masculinos representam os galãs e os trajes femininos representam as damas. O marcante tem a função de conduzir a dança, e os balizas de segurar o mastro com fitas coloridas e a bandeira de São Benedito.